# Tipula ingenua
Tipula ingenua är en tvåvingeart som beskrevs av Alexander 1945. Tipula ingenua ingår i släktet Tipula och familjen storharkrankar. Inga underarter finns listade i Catalogue of Life.